# Tacinga
Tacinga Britton & Rose è un genere di piante succulente della famiglia delle Cactaceae, caratterizzato da fusti sottili dalle protuberanze piatte e verdastre con piccoli fiori gialli.

## Distribuzione e habitat
Il genere è originario del Venezuela e del nord-est del Brasile.

## Tassonomia
Il genere comprende le seguenti specie:
- Tacinga braunii Esteves
- Tacinga funalis Britton & Rose
- Tacinga inamoena (K.Schum.) N.P.Taylor & Stuppy
- Tacinga lilae (Trujillo & Marisela Ponce) Majure & R.Puente
- Tacinga palmadora (Britton & Rose) N.P.Taylor & Stuppy
- Tacinga × quipa (F.A.C.Weber) N.P.Taylor & Stuppy
- Tacinga saxatilis (F.Ritter) N.P.Taylor & Stuppy
- Tacinga subcylindrica (M.Machado & N.P.Taylor) M.Machado & N.P.Taylor
- Tacinga werneri (Eggli) N.P.Taylor & Stuppy